# Église Saint-Pierre de Biville
L'église Saint-Pierre de Biville est un édifice catholique qui se dresse sur le territoire de l'ancienne commune française de Biville, dans le département de la Manche, en région Normandie.
L'église est classée au titre des monuments historiques.

## Localisation
L'église est située dans le bourg de Biville, au sein de la commune nouvelle de La Hague, dans le département français de la Manche.

## Historique
Le sanctuaire est lié au tombeau du bienheureux Thomas Hélye, objet localement d'un important pèlerinage. Ses ossements reposent au centre du chœur.

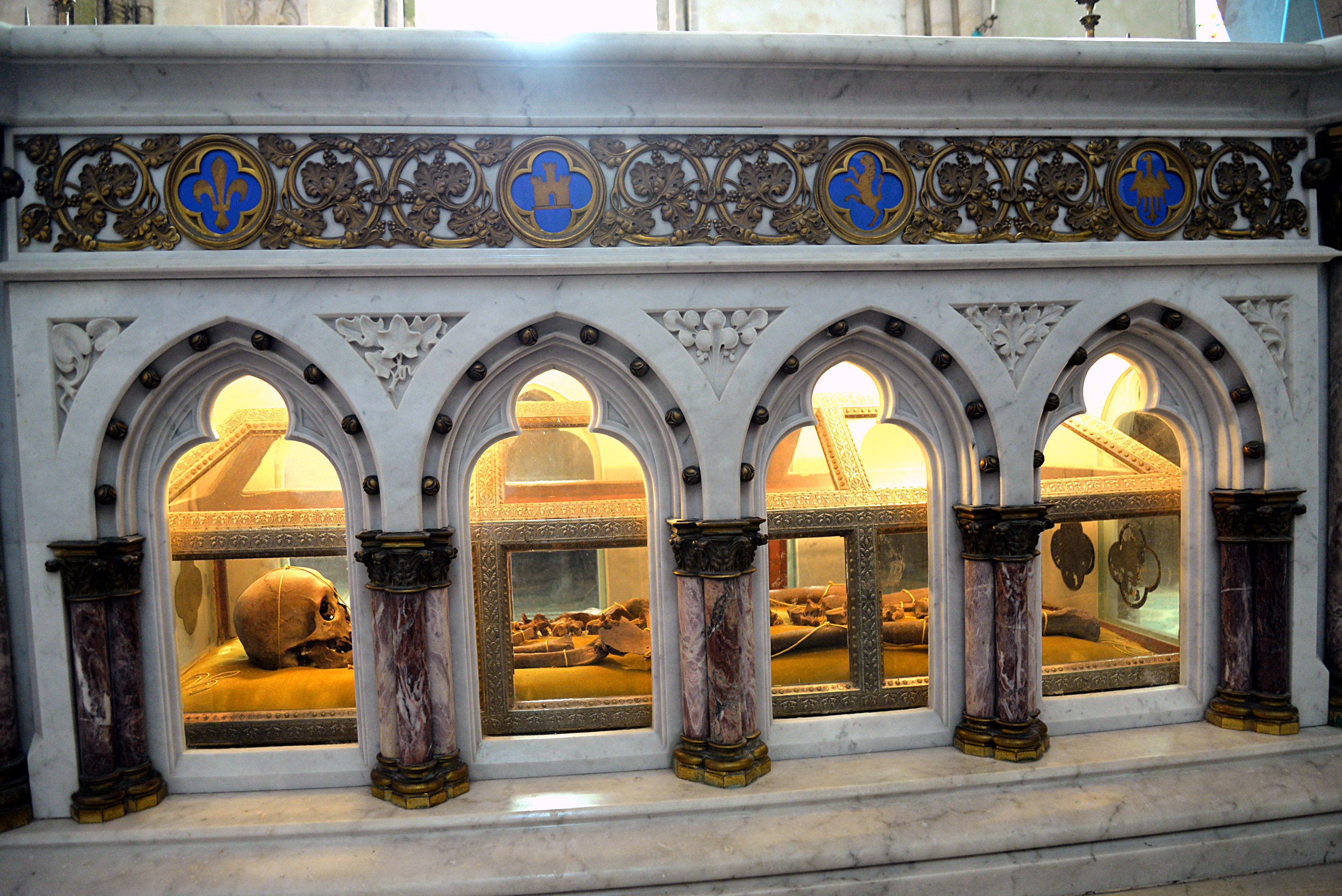
Le tombeau du Bienheureux Thomas Hélye.

## Description
Le chœur de l'église du XIIIe siècle est dans le style gothique. Le clocher et le porche ont été érigé en 1632 grâce aux dons et offrandes laissés par les pèlerins, après l'épidémie de peste de 1628-1630, et permirent également d'embellir l'église. La nef date de 1920.

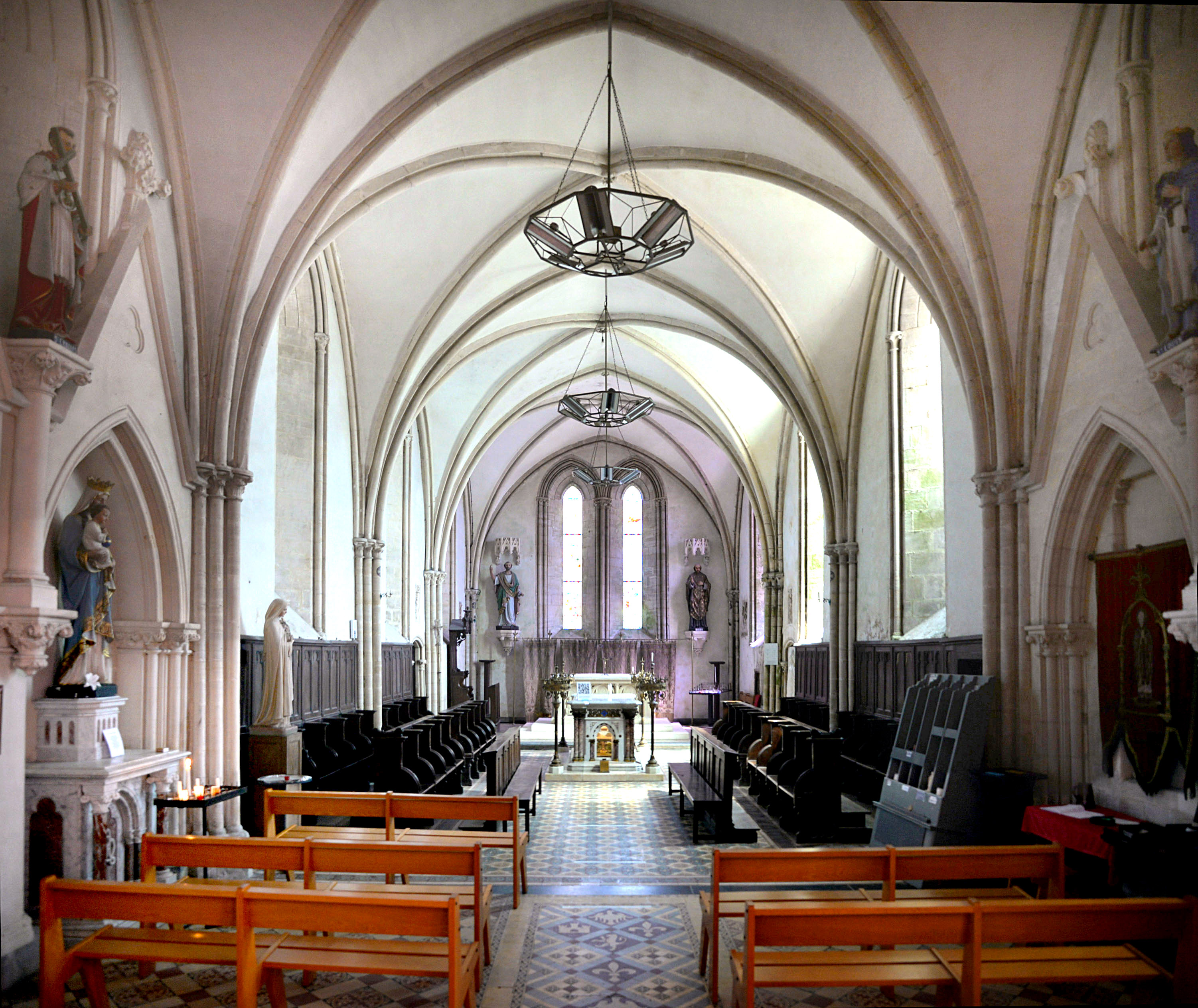
Le chœur de l'église.
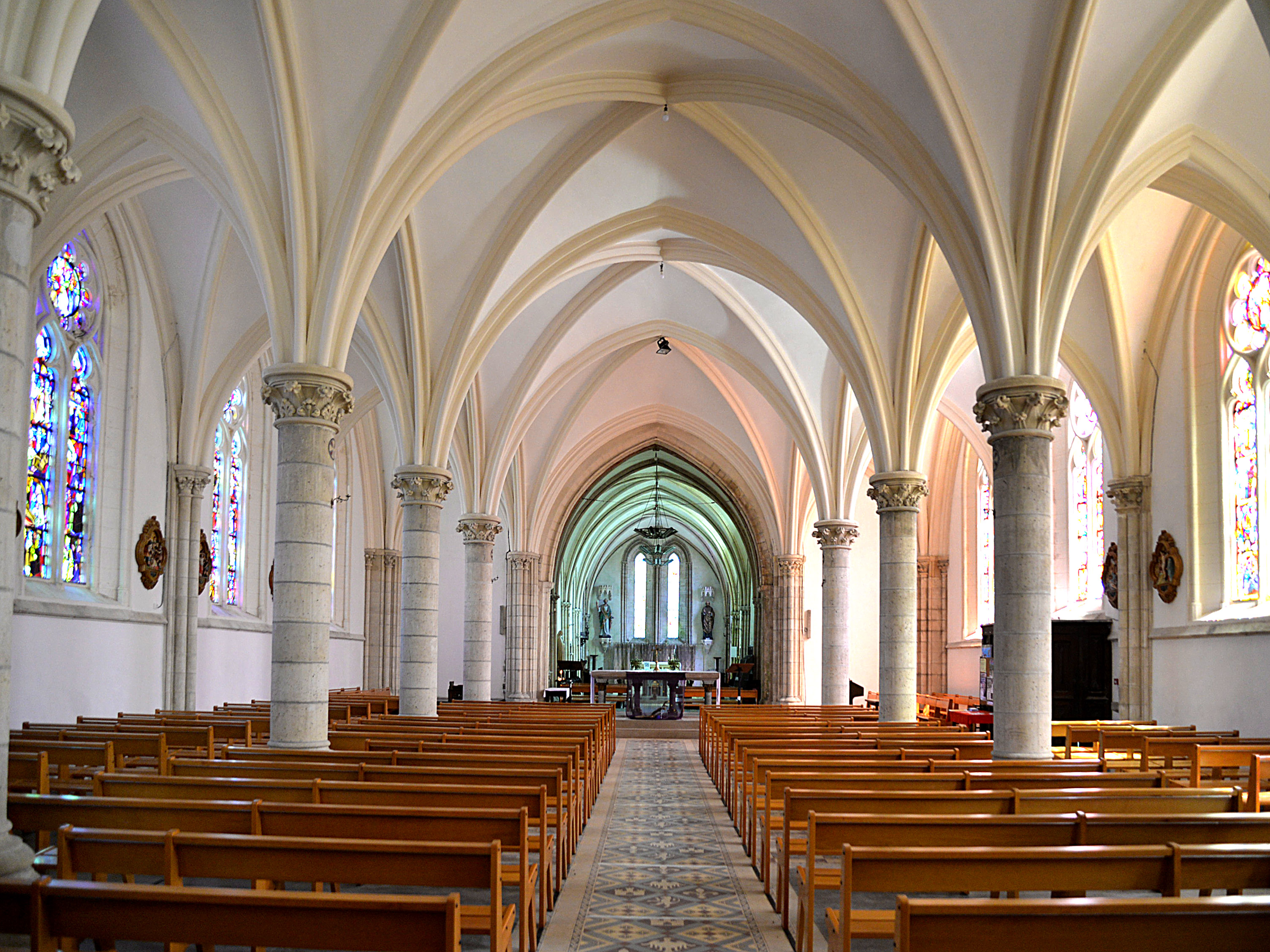
La nef de l'église.

## Protection
Au titre des monuments historiques :
- le porche est classé par arrêté du 12 septembre 1922 ;
- l'église, sauf le porche classé est inscrite par arrêté du 21 décembre 1994.

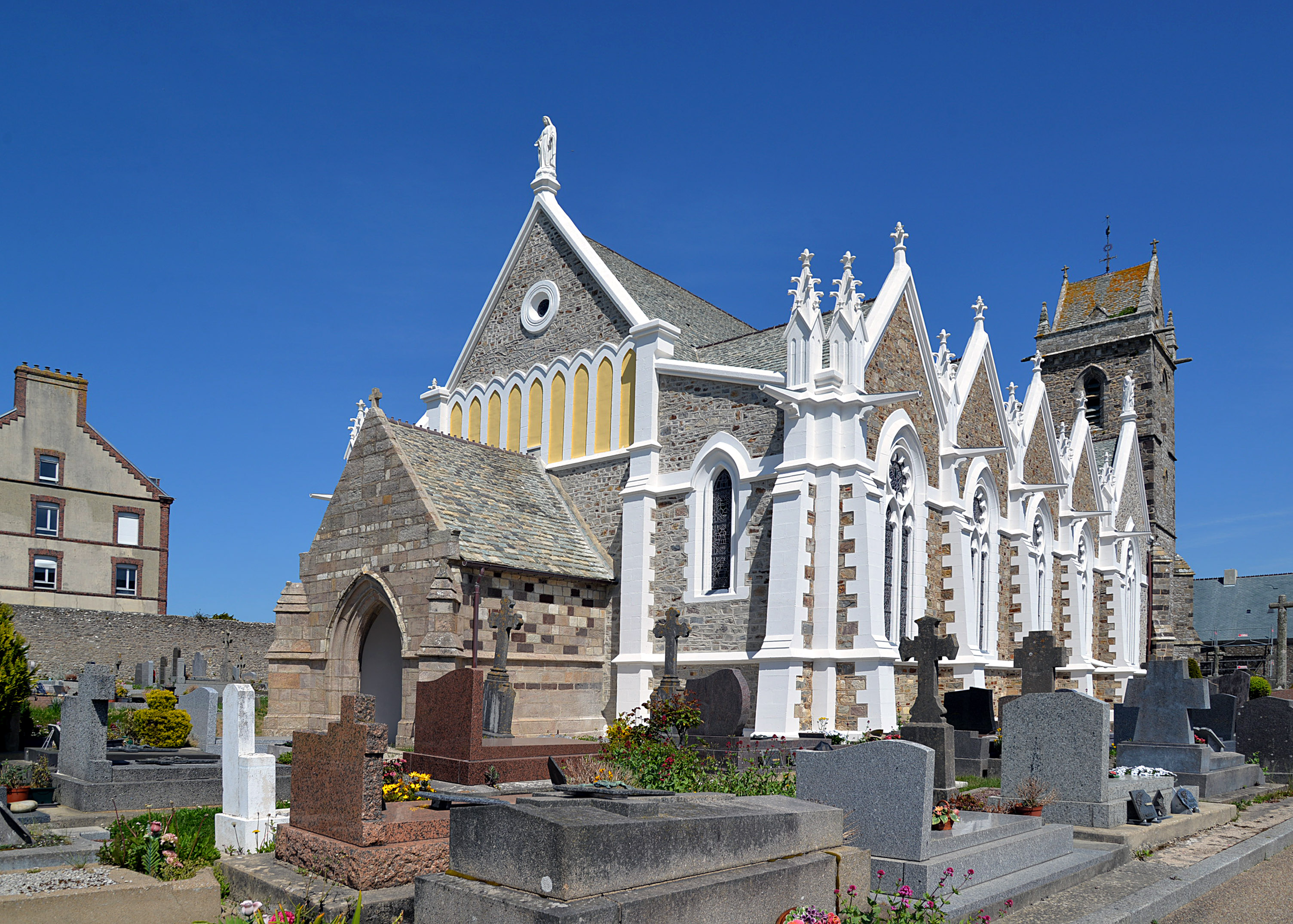
Le porche. Vue occidentale de l'église.

## Mobilier et décor
L'église abrite notamment des bas-reliefs datés du XVIe siècle : éducation de la Vierge, de sainte Barbe, de saint Thomas Becket, ainsi que le calice, la chasuble de soie du XIIIe siècle et le tombeau de marbre blanc, bas-relief funéraire du bienheureux Thomas Hélye du XVIIIe siècle.
Une série de vitraux réalisée entre 1930 et 1957 par Louis Barillet, associé à Thomas Hansen et Jacques Le Chevallier, figure la vie de Thomas Hélye : son baptême, son ordination, sa prêtrise et sa mission, son ultime prière, le pèlerinage autour de son tombeau, et la libération par les GI's en 1944.

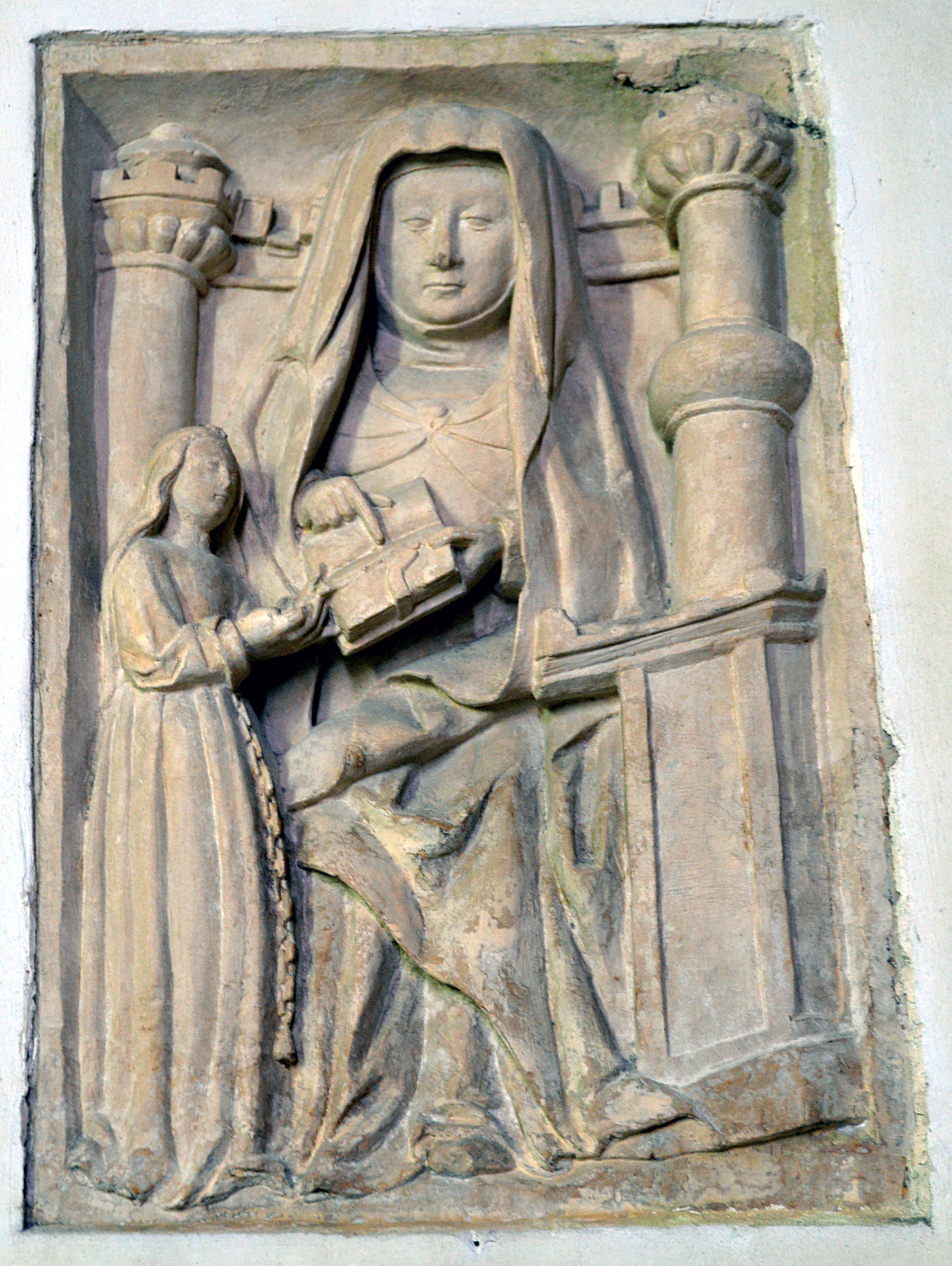
Bas-relief Éducation de la Vierge.
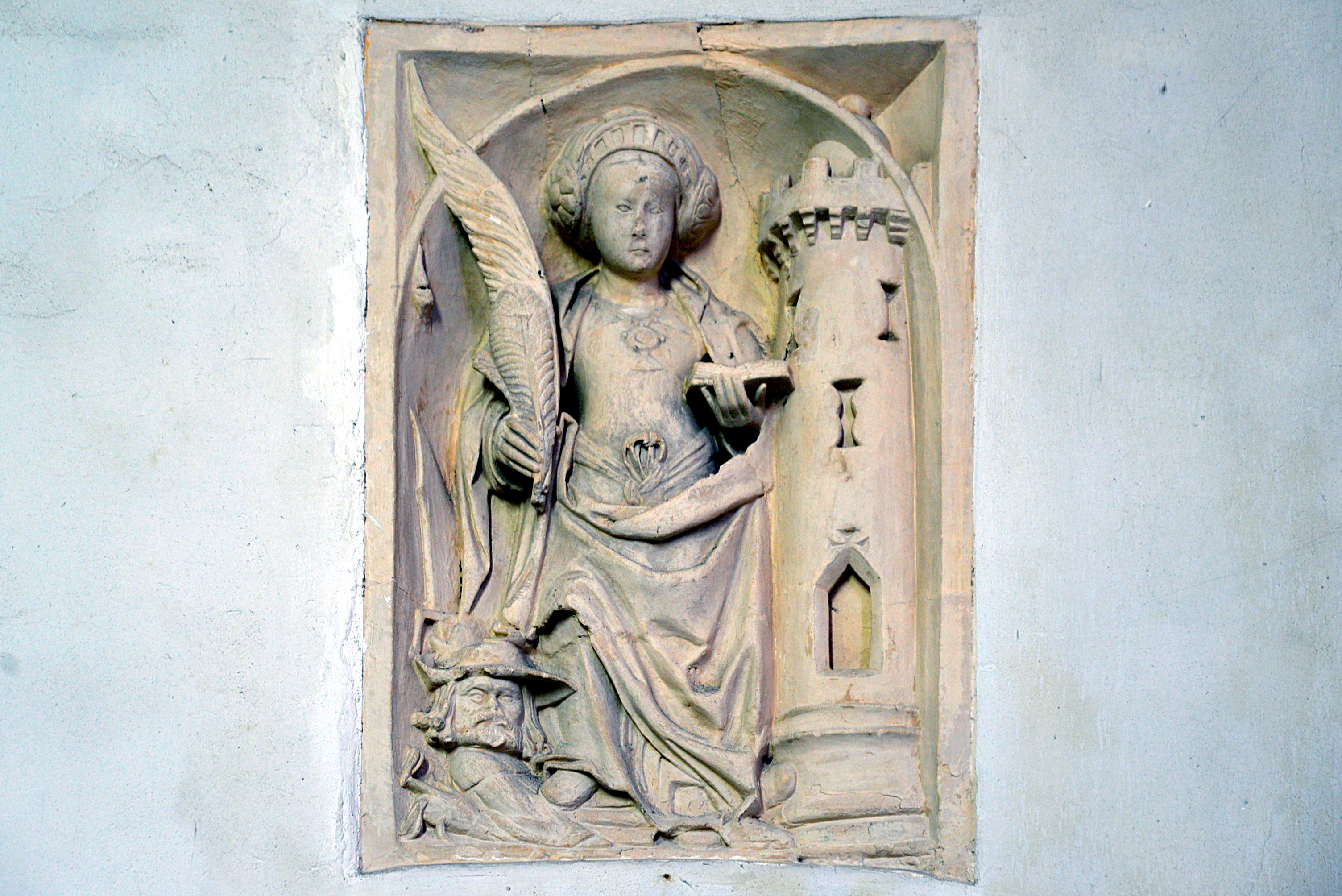
Bas-relief Sainte-Barbe.
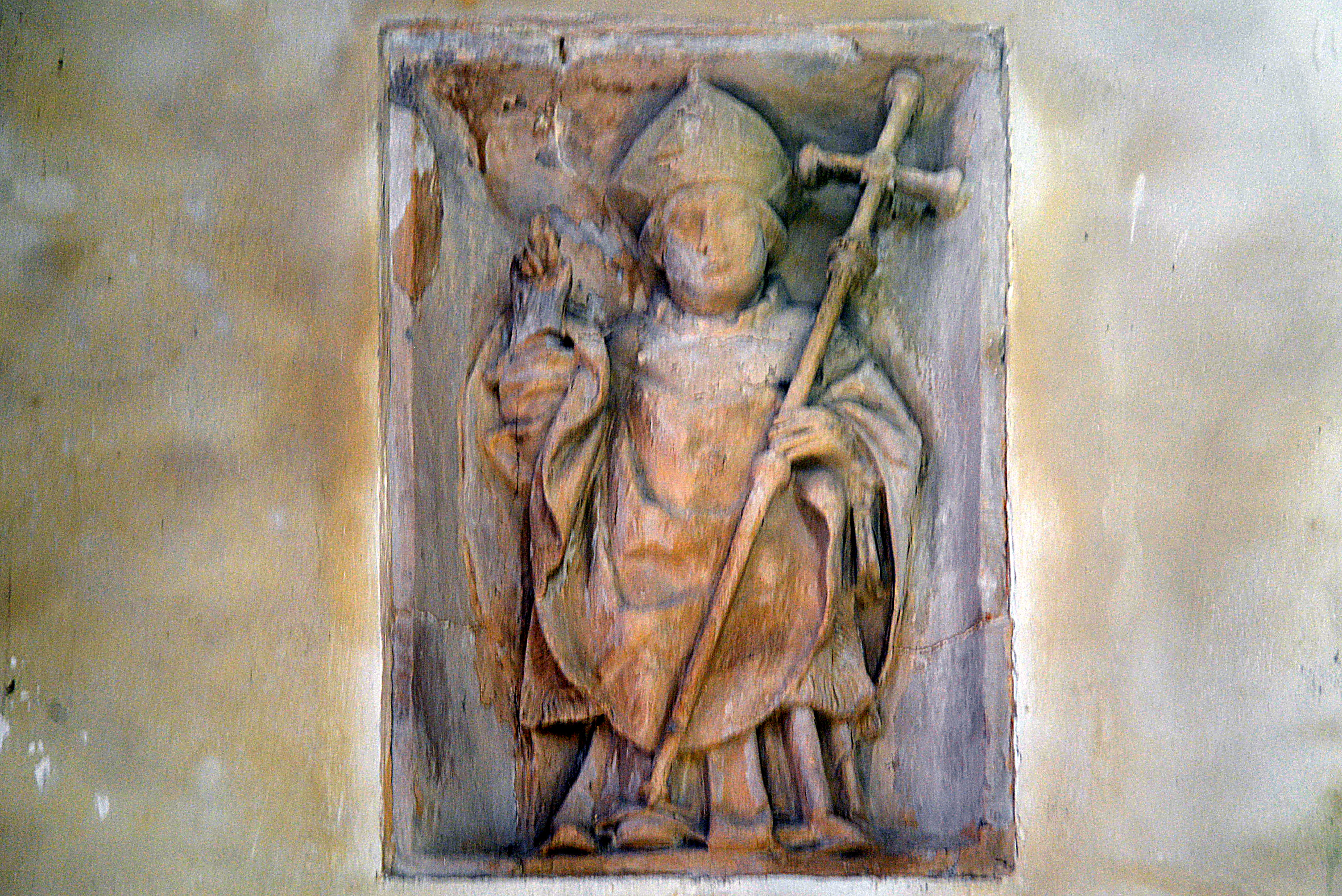
Bas-relief Saint-Thomas Becket.
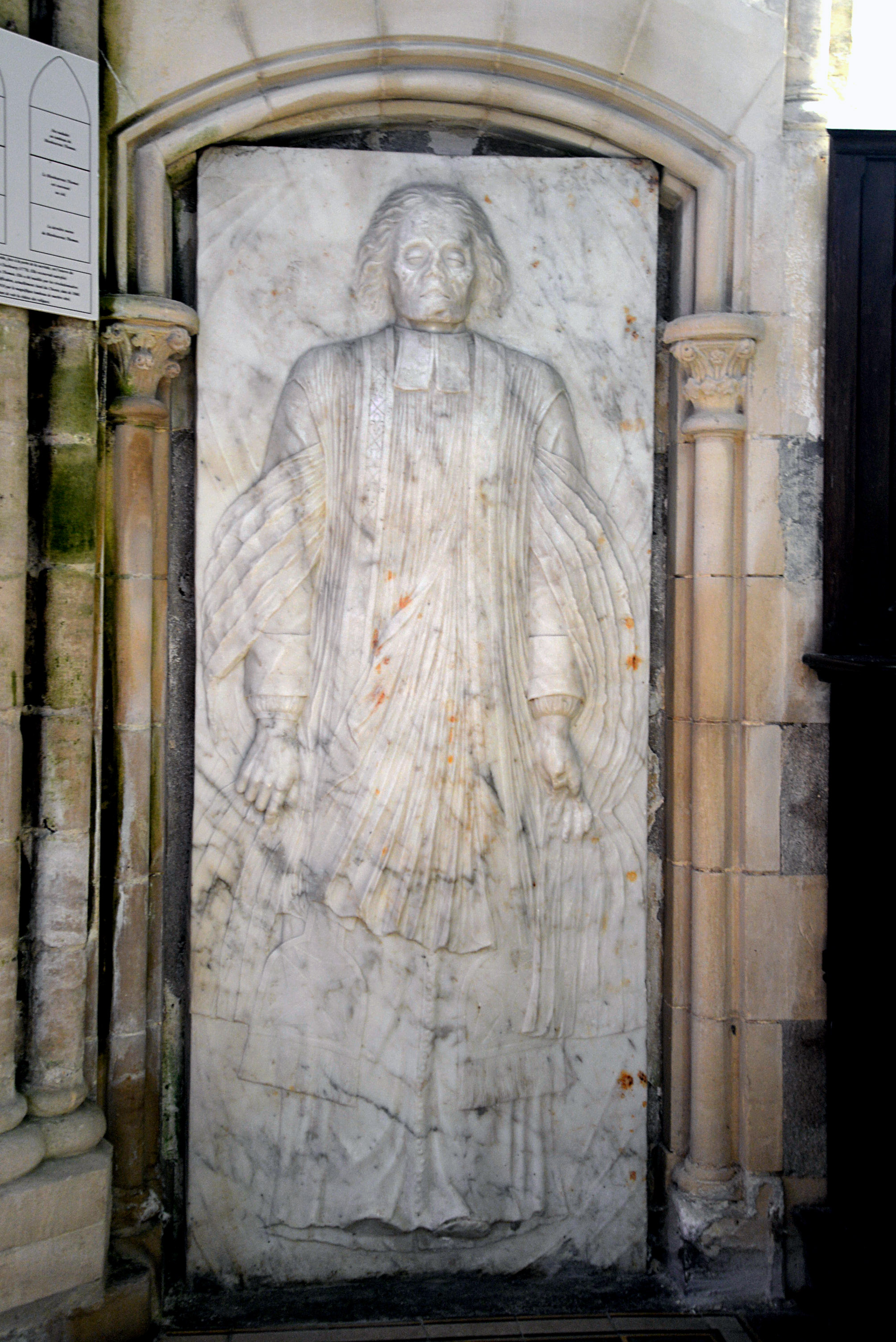
Bas-relief funéraire du Bienheureux Thomas Hélye.
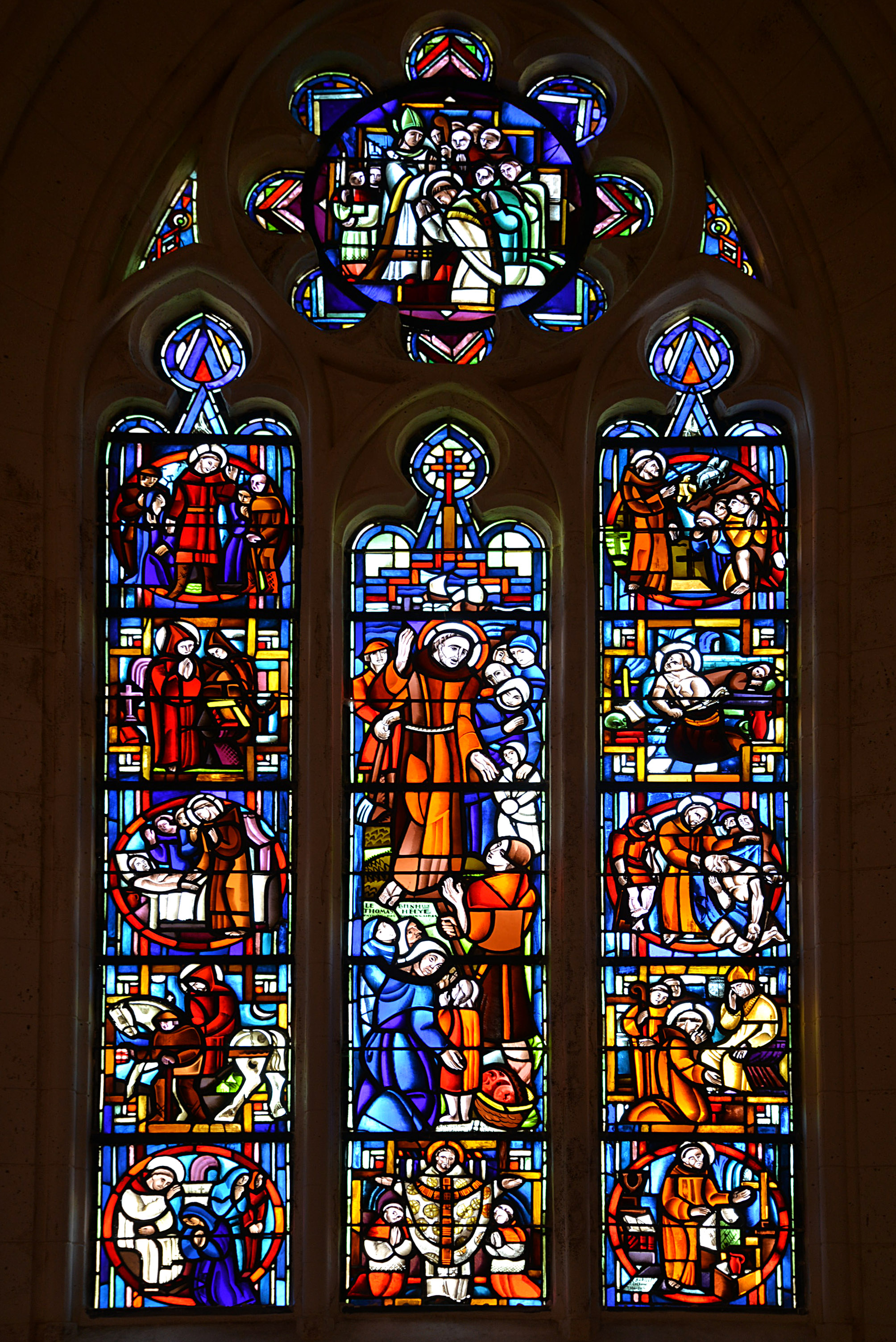
Vitrail de la vie du Bienheureux Thomas Hélye.
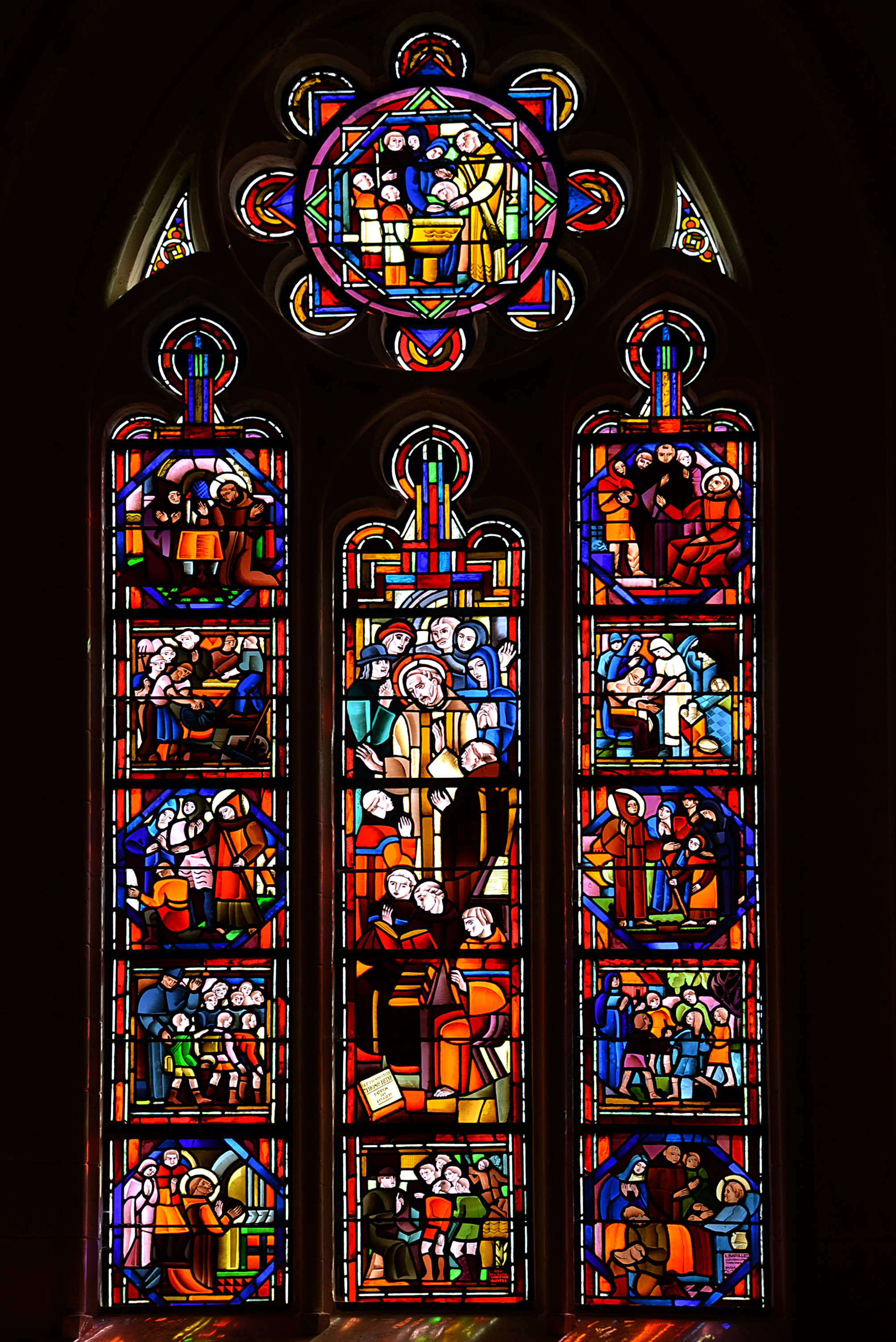
Vitrail de la vie du Bienheureux Thomas Hélye.